# 쓰가루 해협

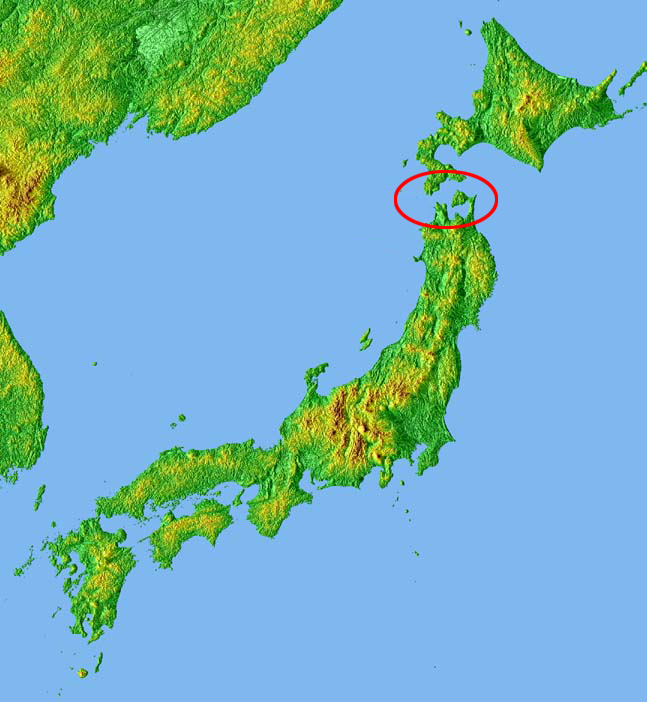
쓰가루 해협의 위치

쓰가루 해협(津輕海峽, 일본어: 津軽海峡 쓰가루가이쿄[*])은 일본에 있는 해협이다. 홋카이도와 혼슈 아오모리현의 사이에 있고, 동해와 태평양을 잇는다.
동서 길이는 130km이고 가장 깊은 곳은 약 450m이다. 동쪽은 너비가 좁은데 서쪽은 깊이(약 140m 정도)가 얕기 때문에, 해협 서쪽 바다밑에는 철도 전용 터널(세이칸 터널)이 통하고 있다. 도로 터널이나 도로 다리는 없다.
| 오시마반도 마쓰마에반도→ ←가메다반도 하코다테평야↓ 우치우라만 쓰가루 해협 ↓오쿠시리섬 ↑오시마섬 ←고지마섬 ←시모키타반도 홋카이도섬 혼슈섬 |

## 쓰가루 해협을 주제로 한 노래
- 쓰가루 해협 겨울 풍경(노래 : 이시카와 사유리)
- 쓰가루 해협의 여자(노래 : 소닌)

## 같이 보기
- 쓰가루 해협선